# Hans Jaray

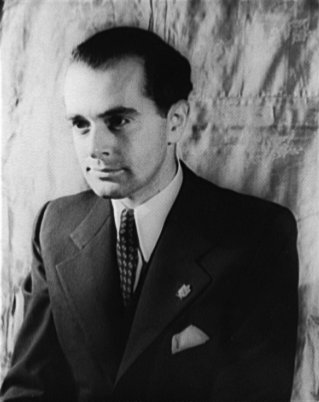
Hans Jaray (1940)

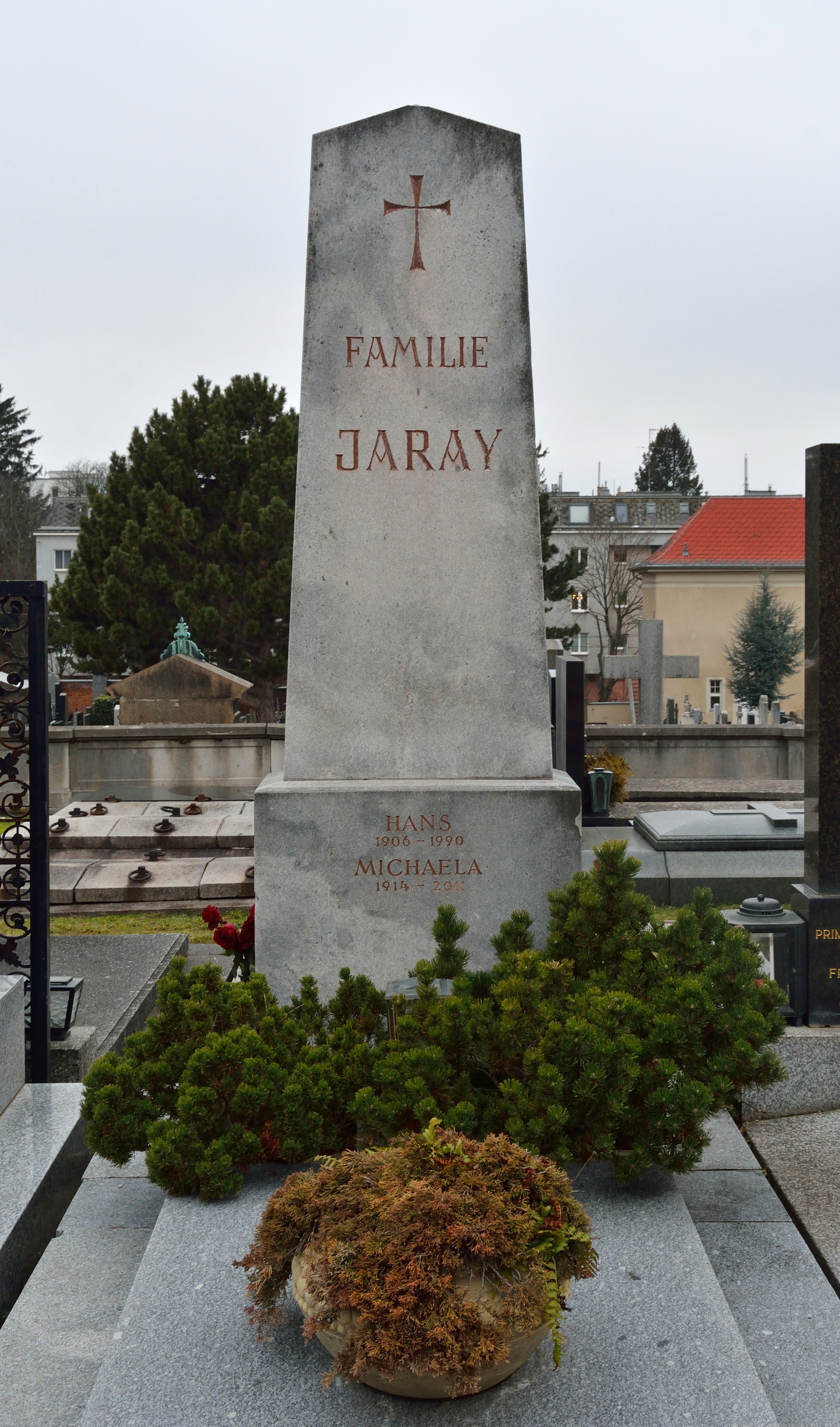
Grabstätte von Hans Jaray

Hans Jaray (* 24. Juni 1906 als Johann Alexander Jaray in Wien, Österreich-Ungarn; † 6. Jänner 1990 ebenda) war ein österreichischer Schauspieler, Regisseur und Autor.

## Leben
Hans Jaray wurde als Sohn des Innenarchitekten Karl Hans Jaray (1872–1944), eines Cousins von Karl Járay, geboren. Seine Eltern ließen sich während seiner Kindheit scheiden, sodass der spätere Schauspieler teilweise in der Obhut seiner gottesfürchtigen jüdischen Großmutter in Gmunden aufwuchs. Er besuchte während des Ersten Weltkrieges die Internatsschule Friedberg-Institut in Dresden und später das Theresianum in seiner Heimatstadt, wo sein schauspielerisches Talent erstmals entdeckt wurde. Gegen den Widerstand seines Vaters, jedoch mit Unterstützung von Mutter und Stiefmutter Lili Marberg bewarb sich Jaray mit Erfolg an der Akademie für Musik und darstellende Kunst. In seinem Jahrgang befanden sich u. a. Paula Wessely, Käthe Gold, Karl Paryla, Albin Skoda und Siegfried Breuer. 
An der Seite von Paula Wessely spielte Jaray bis zu seinem Lebensende immer wieder Theater. Auch privat waren beide liiert, die Beziehung endete jedoch nach einer Affäre Jarays mit Marlene Dietrich. Dennoch blieben sie freundschaftlich verbunden, Jaray fungierte als Trauzeuge bei Wesselys Hochzeit mit Attila Hörbiger. Auch Karl Paryla wurde ein Freund fürs Leben und erwählte Jaray als Taufpaten seines Sohnes Michael.
Seine erste Hauptrolle spielte Jaray noch als Student an der Seite von Albert Bassermann in Traumulus von Arno Holz und Oskar Jeschke am Wiener Volkstheater. Sein erstes fixes Engagement führte ihn an die Neue Wiener Bühne, danach von 1925 bis 1930 an das Wiener Volkstheater, wo er vor allem Rollen des klassischen Repertoires verkörperte, von Hamlet bis Medardus.
1930 holte ihn Max Reinhardt ans Theater in der Josefstadt, wo er bis 1938 tätig war. Jaray schrieb auch selbst eine Reihe von Theaterstücken, sein erstes Lustspiel Ist Geraldine ein Engel? wurde unter dem Pseudonym Hans Honneg mit Jaray und Wessely in den Hauptrollen als Weihnachtspremière in der Josefstadt aufgeführt. Durch seine Darstellung des Franz Schubert in dem Willi-Forst-Film Leise flehen meine Lieder (1933) wurde Hans Jaray auch zu einem der bekanntesten Filmschauspieler in Deutschland und Österreich.
Nach dem Anschluss Österreichs an Nazi-Deutschland musste er als Jude mit seiner damaligen Lebensgefährtin Lili Darvas über Zürich und Paris in die USA emigrieren und arbeitete bis 1948 an Theatern in Hollywood und New York. 1942 war er einer der Mitbegründer der vor allem aus geflohenen Schauspielern bestehenden Truppe „The Players from Abroad“. Sein in den USA 1948 unter dem Titel One Day Missing veröffentlichter Roman erschien 1949 in deutscher Sprache als Es fehlt eine Seite. Sein kurz vor dem Tod geschriebener Lebensbericht Was ich kaum erträumen konnte… wurde erst 1990 postum veröffentlicht.
1948 kehrte Jaray nach Wien zurück. Er trat zuerst am Volkstheater, ab 1951 am Theater in der Josefstadt (an dem er später auch inszenierte) und ab 1970 im der Direktion von Gustav Manker wieder am Volkstheater auf. Neben seiner Theaterarbeit, wo er vor allem in Boulevardstücken auftrat, wirkte Jaray auch wieder bei Filmproduktionen mit. Von 1954 bis 1964 unterrichtete er am Max-Reinhardt-Seminar, dessen Direktor er 1960 kurzzeitig war. Seinen letzten Auftritt in einem Kinofilm hatte Jaray 1978 in Billy Wilders Filmdrama Fedora.
Hans Jaray wohnte zuletzt in Wien 3, Reisnerstraße 21; sein ehrenhalber gewidmetes Grab befindet sich auf dem Hietzinger Friedhof (Gruppe 13, Nr. 46).

## Auszeichnungen
- Österreichisches Ehrenkreuz für Wissenschaft und Kunst I. Klasse, 1964
- Ehrenmedaille der Bundeshauptstadt Wien in Gold, 1973
- Großes Silbernes Ehrenzeichen für Verdienste um die Republik Österreich, 1976[1]
- Ehrenring der Stadt Wien, 1981
- Verleihung des Titels Kammerschauspieler
- Ehrenmitglied des Theaters in der Josefstadt, 1986

## Werke
- Ein feiner Herr. Lustspiel in drei Akten. [Als unverkäufl. Bühnenmanuskript vervielfältigt.] Eirich, Wien 1932 (Titelaufnahme der Universitätsbibliothek Wien [UBW]).
- Ist Geraldine ein Engel? Lustspiel in drei Akten. [Als unverkäufliches Ms. vervielfältigt.] Eirich, Wien 1933 (UBW).
- Christiano zwischen Himmel und Hölle. Schauspiel in sechs Bildern. [Ms. – (Text Maschinenschr. autogr.)] Eirich, Wien 1933 (Titelaufnahme der Österreichischen Nationalbibliothek [ÖNB]).
- Blaue Wolken. Komödie in sechs Bildern. Ms. Marton, Wien, Berlin, London 1936 (ÖNB).
- Ping-Pong. Lustspiel in drei Akten. [Als Bühnenms. vervielf. – (Maschinenschr. autogr.)] Eirich, Wien 1935 (UBW).
- Liebesheirat. Lustspiel. 1937.
- Es fehlt eine Seite. Roman. Zsolnay, Wien 1948, ISBN 3-7766-1141-3 (Originaltitel: One Page missing. New York 1948) (ÖNB).
- Was ich kaum erträumen konnte… Ein Lebensbericht. Hrsg. von Michaela Jaray. Mit 40 Fotos sowie Verzeichnissen der Theaterauftritte, Inszenierungen, Bühnenbearbeitungen und Filmrollen. Amalthea, Wien/München 1990, ISBN 3-85002-301-X.

## Filmografie (Auswahl)
- 1926: Schwiegersöhne
- 1927: Die Liebe der Jeanne Ney
- 1931: Kaiserliebchen
- 1931: Der Bettelstudent
- 1933: Leise flehen meine Lieder
- 1934: Peter, das Mädchen von der Tankstelle (Peter)
- 1934: The Unfinished Symphony
- 1935: Ball im Savoy
- 1935: Letzte Liebe
- 1935: Hoheit tanzt Walzer
- 1935: Tagebuch der Geliebten
- 1936: Fräulein Lilli
- 1937: Der Pfarrer von Kirchfeld
- 1941: Ein Frauenherz vergißt nie (Lydia)
- 1947: Carnegie Hall
- 1952: Frühlingsstimmen
- 1964: Kolportage
- 1969: Der Kommissar (Folge Der Tod fährt 1. Klasse)
- 1970: Wie ein Träne im Ozean
- 1970: Tage der Rache (Fernseh-Miniserie)
- 1972: Van der Valk und das Mädchen
- 1977: Onkel Silas (TV-Zweiteiler)
- 1977: Fedora